# Bèlcaire
Bèlcaire (nom occità; en francès Belcaire) és un municipi francès situat al departament de l'Aude i a la regió d'Occitània. L'1 de gener del 2022 tenia 369 habitants.